# 企業コード
企業コード（きぎょうコード）あるいは企業識別コード（きぎょうしきべつコード）は、一般に企業及び事業所を一意に識別するために付与されるコード番号の総称。

## 概要
企業コードは、一般に企業間の取引や信用調査等において、企業の識別のために使用される。特に電子商取引の世界では、企業ごとに一意となるコード体系がないと取引先企業の判別が困難になるため、企業コードの重要性は極めて高い。
従来企業コードは信用調査会社によって付与されるものが使われるケースが多かったが、最近は商品識別コードなどと一体化したコードを業界団体などが管理するケースも多くなっている。
また文脈によっては、株取引で使用される証券コード（銘柄コード）のことを「企業コード」と称する場合もある。
ただ後述するように、主だった企業コードだけでも異なる番号体系のものが相当数存在しており、異なる企業コード体系間でのコードの読み替え等の労力が大きなものとなっている。日本では過去に首相官邸・IT戦略本部の「電子行政に関するタスクフォース」等で企業コードの統一に向けた検討作業が行われたことがある。
2013年に成立した行政手続における特定の個人を識別するための番号の利用等に関する法律（番号法）において、企業等の法人全てに対し「法人番号」を付与することが定められており（実際の付与は2015年10月より開始）、日本国内では今後この法人番号が事実上の共通企業コードとして利用されると見られている。

## 主な企業コード

### 企業コード単体
- 会社法人等番号 - 日本において企業の設立登記時に付与される番号。登記所が発行する。
- 法人番号 - 国税庁が指定する（2015年10月以降に指定開始）。
- TSR企業コード - 東京商工リサーチ（TSR）が発行する企業コード。上記DUNSとリンクしている。
- TDB企業コード - 帝国データバンク（TDB）が発行する企業コード。
- 標準企業コード - 日本情報処理開発協会（JIPDEC）内の電子情報利活用推進センターが管理する企業コード。
- EDINETコード - EDINET上で使用される企業コード。金融庁が発行する（実際の発行業務は各地域の財務局が行う）。
- 付加価値税登録番号(VATIN) - 欧州連合（EU）内の付加価値税の処理のための企業コード。
- ティッカーシンボル - 欧米などで金融商品取引所の銘柄を識別するコード。
- 証券コード - 日本の証券取引所に上場する企業コード。
- 登録番号 - インボイス制度における適格請求書に記載されている適格請求書発行事業者の番号。
- LBC（Linkage Business Code)- 日本のユーソナーが発行する企業コード。
- DUNS - 米国企業ダンアンドブラッドストリート（英語版）（D&B）が発行する企業コード。日本では東京商工リサーチが管理。
- イージーナンバー
- BvD IDナンバー - ベルギー企業ビューロー・ヴァン・ダイク（英語版）（BvD）が発行する企業コード。

### 商品コード等と一体化したもの
- ISBN - 書籍を特定するための番号。書名記号を使い切った出版者には、新たな出版者記号が付与される。
- EANコード - バーコード等で使用される商品識別コード。日本ではJANコードと呼ばれる。